# František Loucký
František Loucký (2. října 1912 Brumov – 16. června 1988 Praha) byl československý stíhací pilot, který během druhé světové války bojoval v řadách Royal Air Force. V rámci 128. československé stíhací perutě se zúčastnil Slovenského národního povstání. Během celé jeho kariéry absolvoval více než 800 hodin letu.
František Loucký je oceněn mnoha vyznamenáními. Například dvěma Válečnými kříži, medailí Za chrabrost či Řádem Slovenského národního povstání. Během života napsal knihy Mnozí nedoletěli a Zůstal jsem sám. V roce 1992 město Brumov-Bylnice na letcovu počest pojmenovalo jeho rodnou ulici.

## Životopis
František Loucký se narodil 2. října 1912 v Brumově. Byl pátým dítětem Vácslava Louckého a Marie Loucké roz. Ovesné. Již od útlého věku toužil po tom stát se pilotem. Tyto letecké ambice mu však znemožnila autonehoda, kvůli které později nebyl přijat na leteckou školu. Místo toho se v Uherském Brodě vyučil papírníkem a knihařem. Ve studiu pokračoval na obchodní akademii. Během studií založil v Uherském Brodě odbočku Masarykovy letecké ligy, kde zastával funkci jednatele. Roku 1937 na vlastní náklady absolvoval kurz pilotování turistických letadel.
Dne 19. 12. 1939 uprchl do Francie, kde započal jeho vojenský výcvik. Kvůli bitvě o Francii však 21. 6. 1940 musel opět odejít. Novým útočištěm se mu stala Velká Británie. Službu u RAF započal 24. 7. 1940 na pozici vojína. Po absolvování výcviku se připojil k 65. stíhací peruti zvané East India. Její součástí byl od 17. 9. 1941 do 24. 6. 1942.
Od 25. 6. 1942 do 6. 1. 1944 létal jako součást 312. československé stíhací perutě. Pod velením, tou dobou štábního kapitána, Františka Fajtla dne 10. 2. 1944 odjel bojovat na východní frontu. Nedlouho po nasazení do boje byla celá peruť převelena na pomoc při slovenském národním povstání. Františka Louckého zasáhl 21. 9. 1944 nepřátelský tank. Musel proto odletět zpět do SSSR. Do konce války zastával na letišti v Krakově-Balicích pozici střeleckého důstojníka.
Po válce působil na letišti v Letňanech. Leteckou službu ukončil dne 28. června 1946 v letecké dopravní skupině v Ruzyni. Po únoru 1948 pracoval mj. jako vedoucí papírnictví, referent PZO Papco, dělník či řidič. V 60. letech se stal inspektorem Státní letecké inspekce v Ruzyni. V roce 1969 odešel do důchodu.

## Jednotky

### Royal Air Force
- 65. stíhací peruť
- 312. československá stíhací peruť

### Vojenské letectvo Rudé armády
- 128. československá samostatná stíhací letecká peruť
- 1. československý samostatný stíhací pluk „Zvolenský“

## Vyznamenání
Československá medaile Za chrabrost před nepřítelem - 1942
 Československý válečný kříž - 1939 - 2×
 Československá medaile za zásluhy I. stupeň - 1946
 Řád slovenského národního povstání
 Sovětská medaile Za vítězství

#### Mnozí nedoletěli
V knize „Mnozí nedoletěli” vzdává hold 543 československým letcům, kteří se stali oběťmi druhé světové války. U každého letce je uvedeno jméno a hodnost, rodiště, útvar, u něhož dotyčný sloužil, datum a okolnosti úmrtí a místo posledního odpočinku. Medailonky mnohých pilotů jsou doplněny o fotografie. (LOUCKÝ, František. Praha: Naše vojsko, 1989. 80-206-0053-1.)

#### Zůstal jsem sám: Vzpomínky z války
V knize popisuje své vzpomínky na období mezi lety 1939 až 1945. Dílo uchovává vzpomínky na šest padlých přátel, které pan Loucký potkal během výcviku v Británii. (LOUCKÝ, František. Praha: Orbis, 1946.)